# آنا لیتوینوا
آنا لیتوینوا (انگلیسی: Anna Litvinova؛ ۱۹۸۳ – ۲۲ ژانویهٔ ۲۰۱۳ ) یک مانکن اهل روسیه بود.